# Monumento a los mártires de la aviación
El Monumento a los mártires de la aviación (en turco: Hava Şehitleri Anıtı o antes Tayyare Şehitleri Abidesi) es un monumento en el distrito de Fatih, en Estambul, Turquía, dedicado a los primeros soldados de la Fuerza Aérea Otomana que murieron en accidentes de vuelo. En Turquía, un uso del término «mártir» es honorífico para las personas que mueren en acción durante la guerra. El monumento fue encargado justo después del accidente consecutivo de dos monoplanos en Palestina, matando a tres de los cuatro aviadores militares que viajaban en un vuelo de expedición de Estambul a Alejandría a principios de 1914. El monumento, en forma de columna, se inauguró en 1916. Una ceremonia conmemorativa militar se lleva a cabo frente al monumento todos los años en el «Día de los Mártires».

## Historia
Después de las Guerras de los Balcanes, el gobierno del Imperio Otomano lanzó una prestigiosa expedición a través de las posesiones del imperio. Un vuelo múltiple de cuatro monoplanos de la fuerza aérea desde Estambul a El Cairo y Alejandría en Egipto, cubriría una distancia de casi 2,500 km (1,600 mi). Los aviones salieron de Estambul de la Escuela de Aviación en Hagios Stefanos (Yeşilköy moderno), el 8 de febrero tripulados por dos aviadores cada uno.
El primer avión del equipo, un Blériot XI, se estrelló el 27 de febrero en la etapa de vuelo de Damasco a Jerusalén en los Altos del Golán cerca del Mar de Galilea, matando al teniente de la marina de guerra (turco otomano: Bahriye Yüzbaşısı ) Fethi Bey y su navegante, Teniente primero de artillería (turco otomano: Topçu Mülazım-ı Ula ) Sadık Bey. El avión del segundo equipo, un Deperdussin B, se estrelló el 11 de marzo en el mar Mediterráneo frente a Jaffa poco después del despegue. Segundo teniente de artillería (turco otomano: Topçu Mülazım-ı Saniye ) Nuri Bey murió mientras el otro aviador, İsmail Hahkı Bey, sobrevivió al accidente. Las tres víctimas fueron enterradas en Damasco. Se erigió un monumento en el lugar del accidente cerca del Mar de Galilea.

## Diseño y construcción
El gobierno decidió construir un monumento en la capital del imperio para conmemorar los primeros mártires de la aviación militar otomana. El sitio elegido para el memorial fue un parque en el distrito Fatih de Estambul, frente al ayuntamiento de la ciudad (actualmente el edificio principal del Departamento de Bomberos de Estambul), no lejos del Acueducto de Valente.

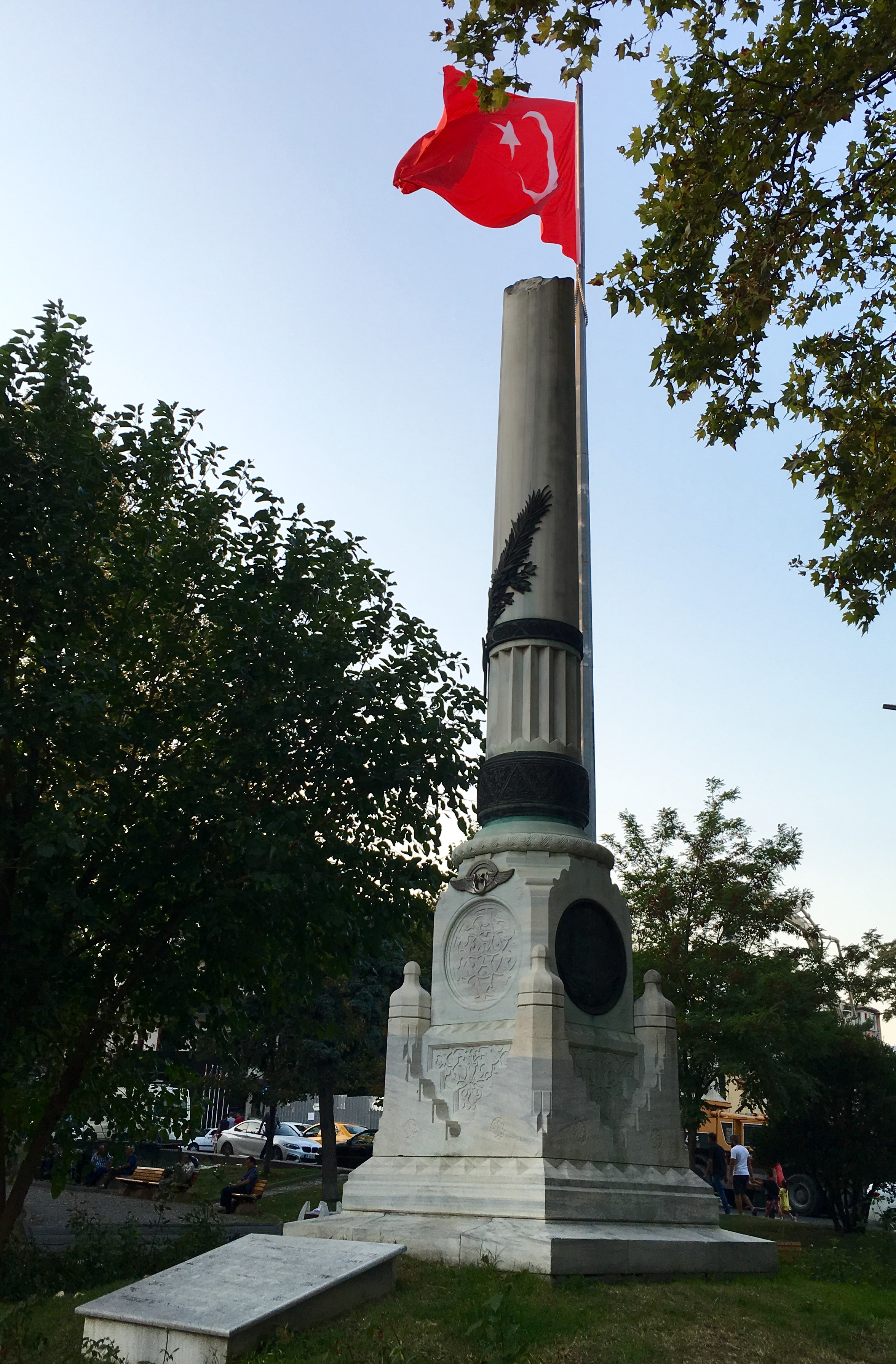
Fotografía actual del monumento en 2016.

La primera piedra del monumento fue colocada el 2 de abril de 1914 por el ministro de Guerra Enver Bajá. Su construcción duró dos años y se inauguró en 1916. Diseñado por el renombrado arquitecto turco Vedat Tek, el monumento es cónico con una columna que presenta una cubierta rota de mármol blanco. La parte superior rota simboliza el estado incompleto de la misión de vuelo. Una rama de laurel hecha de bronce se fija en la mitad inferior de la columna. El monumento tiene unos 7,50 m (24,6 pies) de altura. Un gran medallón de bronce, se fija en cada uno de los dos lados opuestos de la base de mármol en la que se apoya la columna. En un medallón están inscritos los nombres y los rangos de las víctimas oficiales. En el otro se representa un monoplano, la Torre de Beyazıt y el paisaje de Estambul es la forma de un relieve.
La primera conmemoración en el monumento se celebró el día de su inauguración en 1916. Sin embargo, hasta 1926 no se realizó ninguna otra celebración. Tras la fundación de la Asociación Aeronáutica Turca (en turco : Türk Tayyare Cemiyeti ) el 16 de febrero de 1925, por Mustafa Kemal Atatürk, el 27 de enero se aceptó como día de conmemoración para los mártires de la aviación en honor del piloto mayor (Binbaşı) Mehmet Fazıl Bey y el suboficial (Deniz Astsubay) Mehmet Emin Bey, quienes fueron asesinados el 27 de enero de 1923 durante un vuelo de entrenamiento. Como parte de la conmemoración, todos los vuelos en el espacio aéreo de Turquía debían cesar durante una hora al mediodía de ese día de conmemoración. Las celebraciones para el recuerdo el 27 de enero duraron hasta 1935. Como enero es uno de los meses más fríos en Turquía, las conmemoraciones difícilmente podrían celebrarse, esde 1935, el día de conmemoración fue reprogramado para el 15 de mayo, el día en que el Coronel (Miralay) Fethi Bey, el periodista Hasan Tahsin y otras nueve personas murieron en 1919 durante la ocupación de Esmirna por los fuerzas griegas.
En 2002, el día de conmemoración de los mártires de aviación se fusionó con el Día de los Mártires más general, cambiando finalmente su fecha al 18 de marzo, que marca la batalla del 19 de marzo de 1915 en la Campaña Dardanelles. Desde entonces, los mártires de la aviación se conmemoran junto con todas las demás víctimas que perdieron la vida al servicio de la nación.